# 电子邮件

@符号，是所有简单邮件传输协议电邮位址的组成部分

电子邮件（英語：electronic mail），簡稱電郵（email），是指一種由一寄件人將數位信息傳送給一个人或多个人的信息交換方式，一般会通过網際網路或其他電腦網路进行编辑、发送和接收信件，目的是达成发信人和收信人之间的信息交互。一些早期的電子郵件需要寄件人和收件人同時在線。現在的电子邮件系統以是儲存與轉發的模型為基礎。郵件伺服器接受、轉發、发出及儲存郵件。寄信人、收信人及他們的设备无需同时在線。寄信人和收信人只需在寄信或收信時簡短的連線到邮件伺服器即可。
以往电子邮件會用來泛指所有電子式的文件轉送。例如在1970年代初期有幾位作家用「电子邮件」來描述文件的傳真。因此很難確定什麼時候開始用「电子邮件」來描述符合現在定義的电子邮件。
电子邮件（符合現代定義，下同）包括三个部份，訊息的「信封」、郵件標頭及郵件內容。標頭會至少包括一些傳遞郵件相關的資訊，例如寄信人的郵件地址及一至多個收信人的郵件地址，一般會包括一些敘述性的內容，例如郵件的標題以及時間等。
电子邮件最早是純文字（ASCII）的溝通媒介，但後來擴展像可以加入多媒體的附件、其他字元集的文字，其程序RFC2045到2049中，同時也產生了多用途網際網路郵件擴展（MIME）。

## 運作

### 電邮地址的格式
在互联网中，電邮地址的格式是：用户名@主机名（域名）。@是英文「at」的意思，所以電子郵件地址是表示在某部主機上的一個使用者帳號（例：kiritofelay@gmail.com），電邮地址不是身份。

### 運作流程
下圖說明一般寄送電邮的流程。假設愛麗絲（Alice）利用電子郵件用戶端寫了一封電郵，輸入收信人鮑伯（Bob）的電邮地址，按下「寄信」鈕後，後續的流程如下：
1. 愛麗絲的郵件用戶端軟體（MUA）將郵件轉換為電郵的格式，利用送件協定（Submission Protocol，SMTP中的一種規範，參照RFC 6409）將電郵送到邮件投递代理（英语：mail submission agent）（MSA），在此例中是smtp.a.org，由愛麗絲的互联网服务供应商運作。
2. 邮件投递代理會看SMTP協定中的目的地址（而不是電郵的開頭），在此例中是bob@b.org。電子郵件地址是一串格式如localpart@exampledomain的字串。@前面的是電子郵件地址的區域部份，多半是收信人的用户名稱，後面的則是域名或是完整網域名稱。邮件投递代理會將域名轉換為網域名稱系統（DNS）中邮件伺服器的完整網域名稱。
3. b.org網域的網域名稱系統ns.b.org，會回應在此域名內的郵件伺服器，在此例中是mx.b.org，一個由鮑伯的互联网服务供应商运营的郵件伺服器。
4. smtp.a.org利用SMTP協定傳送信息給mx.b.org。

在郵件送達最後的邮件派递代理之前，伺服器可能要將郵件派递給其他的伺服器。
1. 邮件派递代理將邮件派遞到用戶bob的郵箱。
2. 鮑伯按下郵件用戶端軟體的「收信」鈕，利用POP3協定或是IMAP協定取得郵件。

大部份電郵的寄件和收件流程如下，不過也有許多其他的可能性：
- 愛麗絲或鮑伯是使用公司的電郵系統，例如IBM Lotus Notes或是微軟的Exchange，這些系統一般會有其內部的郵件格式，其客戶端會和郵件伺服器以一種供應商自定的專用通訊協定通訊。郵件伺服器會透過產品的網際網路郵件闸道器將收信或寄信，同時再進行必要的格式重整。若愛麗絲和鮑伯是在同一個公司工作，郵件傳遞過程可能全部是在公司的電郵系統內完成。
- 愛麗絲的電腦可能沒有郵件用戶端軟體，而是用webmail寄信。
- 愛麗絲的電腦可能本身就有郵件伺服器。
- 鮑伯可以用許多不同的方式收信，例如登入mx.b.org直接讀信，或是透過webmail收信。
- 網域一般會有多個郵件伺服器，若主要的郵件伺服器無法工作，還可以由其他的郵件伺服器工作。
- 若沒有適當的郵件加密（英语：email encryption），郵件的內容可能會被其他人看到。

## 使用

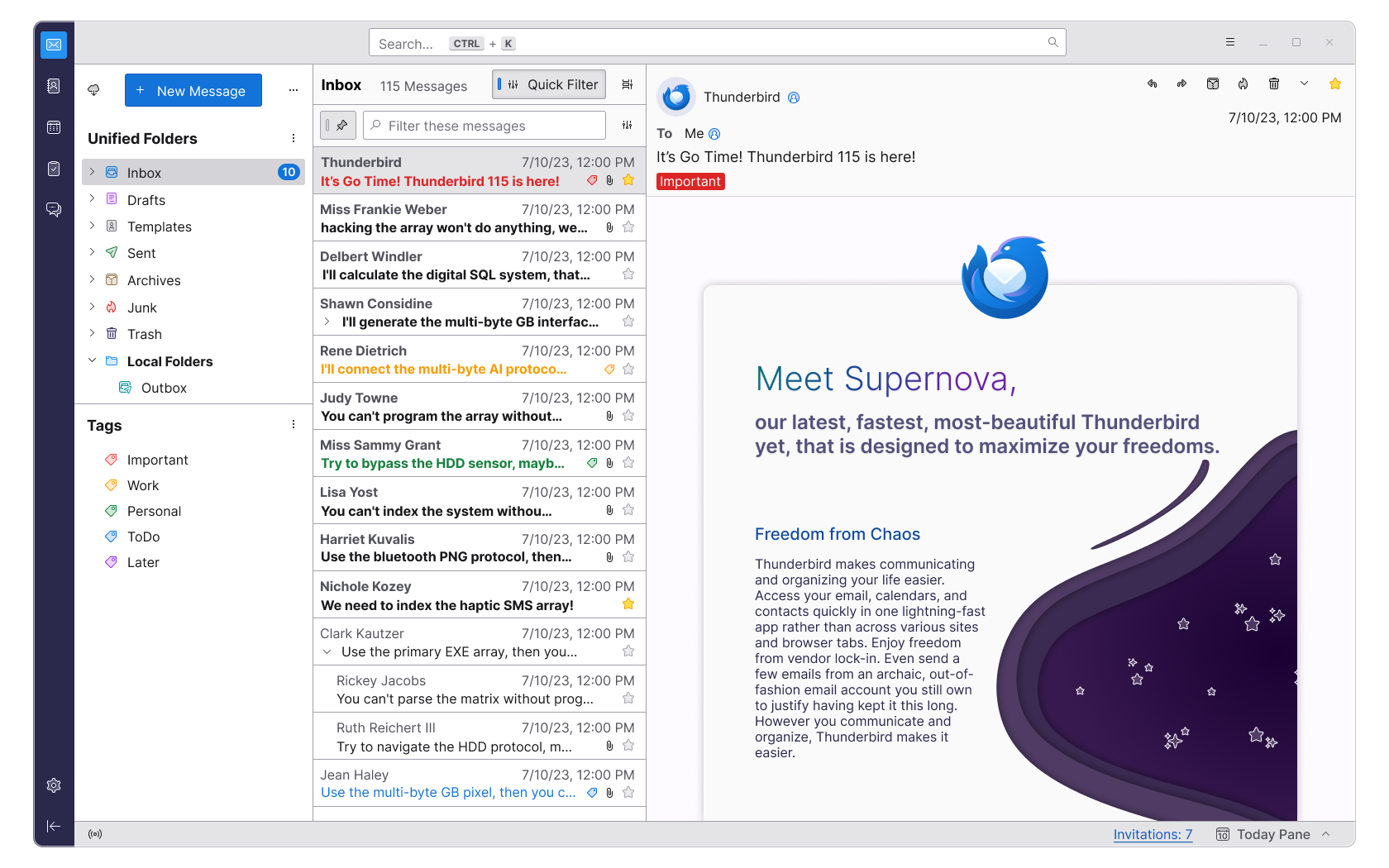
電子郵件樣式：Mozilla Thunderbird 版本 115 (2023)

### 电子邮件客户端软件（部分）
電郵文件格式的后缀名为.eml

#### Microsoft Outlook
Microsoft Outlook是由微软公司所出品Microsoft Office内的个人信息管理系统软件，功能包括收发电子邮件、行事历等等。它也是与Microsoft Exchange Server互相搭配的群组软件。现时最新的版本是Microsoft Outlook 2016 for Windows和for Mac。
虽然Outlook主要是用来传送电子邮件，可是它还包含了行事历、行程管理员、联络管理员、记事等功能。

#### Mozilla Thunderbird
Mozilla Thunderbird，非正式中文名称“雷鸟”，是从Mozilla Application Suite独立出来的电子邮件客户端软件。支持POP3和IMAP收信方式，支持新闻组，并有强大的垃圾邮件过滤和地址簿功能。

#### Foxmail
Foxmail是由来自中国大陸的张小龙开发的一款电子邮件客户端，具有电子邮件管理功能。2005年3月16日被腾讯收购，后腾訊推出能与Foxmail客户端邮件同步的基于Web的foxmail.com免费电子邮件服务。

### 网页电子邮件（部分）

#### Outlook mail
Outlook.com，前身为Hotmail，一般简称Outlook，是微软公司的一项免费互联网收发电子邮件服务，前身Hotmail也是第一个在Web接口上实现实时拼写检查的邮件系统。
世界上的任何人可以通过网页浏览器对其进行收发、读取电子邮件。（2013年春，所有Hotmail的账户全转移至Outlook）

#### Gmail
Gmail（德国和英国称为Google Mail）是Google公司在2004年4月1日发布的一个免費的电子邮件服务。
目前Gmail用户已可以享有15GB的容量。可以通过付费获取更多的空间。Gmail最令人称道的就是它的使用界面，不但容易使用而且速度很快。

#### Yahoo mail
雅虎邮箱 ( Yahoo mail ) 是由雅虎公司营运的一款网络电子邮件（Webmail）服务。雅虎邮箱是互联网上最大的网络电子邮件服务，有超过2.6亿的用户。2007年，雅虎邮箱开始向免费用户提供无限的储存容量。

### 在手机上使用电子邮件
現代的手機，只要有基本的移動互聯網可以使用就可以上網查詢電子郵件。自從黑莓智慧手機首創推出Push Mail功能后，各大手機廠牌紛紛效仿。數年前推出并引起轟動的iPhone內建的電子郵件功能，包含了其中對Push Mail的大量改良，而且成效相當完美，頗受好評，因此越来越多的智慧型觸控手機，如HTC Hero、諾基亞N97等，也陸續引進類似的觸控式電子郵件功能。

## 安全性
安全考量包括传输安全、储存安全、发送者身份确认、接收者已收到确认、拒绝服务攻击等。有两种标准：PGP和S/MIME。

### 传输安全

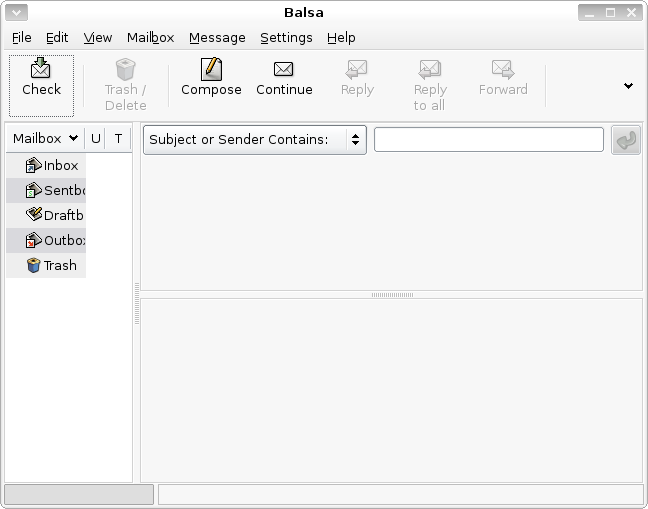
電郵軟體（範例Balsa）一個電郵軟體至少必須包含撰寫收件者位址和內容的功能，並能在選項中紀錄發件者位址與要用的郵件伺服

传输过程可能被窃听。為了應付這情況，有两种解决方法：
- 使用SSL连接，当前的两种邮件接受协议和一种邮件发送协议都支持安全的服务器连接。在大多数流行的电子邮件客户端程序里面都集成了对SSL的支持。
- 将邮件加密之后，用普通连接传输。比如由GnuPG等加密软件在寄送前加密，Outlook也可以。

### 储存安全
对已加密的邮件，可以选择不保存解密后的邮件。已加密的邮件是指发送者在发送之前对邮件本身进行加密，不是指加密传输。如果邮件本身已加密，则没有必要进行加密传输。对非加密的邮件（指发送者在发送之前没有对邮件本身进行加密，至于是否使用加密传输是另一回事），邮件的储存安全就如同于其他文件的储存安全一样，重点在于防范非授权使用。当然，就如同可以对一般文件进行加密一样，也可以对这些非加密的邮件在收到后进行加密。

### 接收者已收到确认
接收者可能抵赖说他/她没有收到电子邮件。為了應付這情況，出現了不同的解決方法，但是目前还没有一套普遍被采纳的方案。微软公司的Microsoft Exchange Server就提供Delivery Receipt。因为是机器发的“接收者已收到确认”，所以接收者可能有意或无意地删除了邮件。

### 拒绝服务攻击
为了妨碍某一用户使用电子邮件（比如不让她/他收到电子邮件），拒绝服务攻击指往被攻击的用户的邮箱发送大量的垃圾邮件，将邮箱塞满。这样被攻击的用户就无法收到那些有用的电子邮件了。这种安全顾虑目前相当程度已被解决。一是邮箱不断增大，另一原因是邮件服务提供商都提供了一些的过滤措施。过滤措施有时也会把有用的电子邮件当成垃圾邮件。现已有一部分邮件服务供应商使用替身邮，防止外界对邮件帐户进行跟踪。

## 实现所用的协议
常见的电子邮件协议有以下几种：SMTP（简单邮件传输协议）、POP3（邮局协议）、IMAP（Internet邮件访问协议）、HTTP、S/MIME。这几种协议都是由TCP/IP协议族定义的。
- SMTP（Simple Mail Transfer Protocol）：SMTP主要负责底层的邮件系统如何将邮件从一台机器传至另外一台机器。
- POP（Post Office Protocol）：目前的版本为POP3，POP3是把邮件从电子邮箱中传输到本地计算机的协议。
- IMAP（Internet Message Access Protocol）：目前的版本为IMAP4，是POP3的一种替代协议，提供了邮件检索和邮件处理的新功能，这样用户可以完全不必下载邮件正文就可以看到邮件的标题摘要，从邮件客户端软件就可以对服务器上的邮件和文件夹目录等进行操作。IMAP协议增强了电子邮件的灵活性，同时也减少了垃圾邮件对本地系统的直接危害，同时相对节省了用户察看电子邮件的时间。除此之外，IMAP协议可以记忆用户在脱机状态下对邮件的操作（例如移动邮件，删除邮件等）在下一次打开网络连接的时候会自动执行。
- HTTP(S)：通过浏览器使用邮件服务时使用。

## 历史

### 世界上的第一封电子邮件
历史上世界上的第一封E-mail确切的发出时间、地点、人物有所争议。
- 《互联网周刊》报道为：“1969年10月，世界上的第一封电子邮件是由计算机科学家Leonard K.教授发给他的同事的一条简短消息。”
- 1971年由为阿帕网工作的麻省理工学院博士雷·汤姆林森测试软件SNDMSG时发出的，并且首次使用“@”作为地址间隔标示。

## 使用

### 商業上的應用
电子邮件廣為商業界使用，是第一個廣域的電子媒介，也是商業通訊的第一次「e化革命」。电子邮件類似傳統邮件易於了解，而且解決了通訊上的兩個問題：如何傳送資訊（或載有資訊的物體），以及同步性。

#### 優點
- 傳送資訊方便：商業世界中許多溝通的雙方可能不在同一棟大樓，甚至不在同一個城市或是國家，因此聚集雙方舉行傳統會議，打電話或是電話會議可能不方便、耗時間或是花錢。电子邮件提供一個二個人或多個人可以交換資訊的方式，或其成本遠低於傳統會議或電話會議。
- 不需同步進行：不論是會議或是電話會議，參與者需有相同的時程表，而且每毎叺會為電話會議花一様多的時間，电子邮件允許非同步，因此每位參與者可以自行決定要花多少時間在电子邮件上。

#### 缺點
大部份現代的員工每天約花一至兩個小時在电子邮件上，包括讀邮件、整理邮件及排序、從片段的邮件中得到完整資訊，以及寫信。电子邮件的缺點如下：
- 資訊過載：电子邮件屬於推送技术，由寄件人決定誰可以收到資訊，郵件列表的方便性，以及回信時的習慣（回信時是否回覆給所有人，是否附上以往的郵件內容）可能會讓人們收到不想要或是不相關的資訊。
- 不一致：电子邮件可以複製資訊，當大的團隊在處理文件及資訊，但沒有定期和團隊中其他成員接觸時，就可能會有一致性的問題。也有可能在團隊中，有兩封相近時間寄送的电子邮件的內容其實互相矛盾，但因寄件人或收件人沒有重疊而不被發現。

### 电子邮件術語
- 网络传真
- Push email

### 电子邮件的社會議題
- 反垃圾邮件技术
- CompuServe（全球第一家电子邮件服務的提供商）
- 计算机病毒
- 网络明信片
- 垃圾邮件
- 資訊超載
- 网络语言
- 網路禮儀
- 回帖風格

### 客戶端及伺服器
- 電子郵件用戶端
- 电子邮件客户端比较
- 电子邮件客户端列表
- Webmail

### 邮件列表
- 匿名郵件轉發服務
- 邮件列表

### 歷史
- 电报
- 耶基斯語

### 通訊協定
- IMAP
- POP3
- SMTP
- UUCP

## 外部連結
- E-mail Client Testing for S/MIME Compliance （页面存档备份，存于）